# Хрустальный череп
Хруста́льный че́реп — модель человеческого черепа, изготовленная из цельного куска прозрачного либо дымчатого горного хрусталя (кварца), которые некоторые искатели древностей выдавали за доколумбовые мезоамериканские артефакты; однако эти утверждения были опровергнуты для всех образцов, предоставленных для научных исследований. Несмотря на некоторые утверждения, представленные в разнообразной популяризаторской и псевдонаучной литературе, легенды о хрустальных черепах, обладающих мистическими способностями, не фигурируют в подлинных мезоамериканских или других индейских мифологиях. Некоторые члены движения нью-эйдж часто утверждают, что черепа демонстрируют паранормальные явления, и часто изображаются как таковые в художественной литературе. Хрустальные черепа были популярной темой, появляющейся в многочисленных научно-фантастических телесериалах, романах, фильмах и видеоиграх.
С середины XIX века на фоне роста интереса к доколумбовым цивилизациям в западных изданиях стали появляться сообщения о хрустальных черепах, которые торговцы выдавали за наследие цивилизаций ацтеков, майя и ольмеков, утверждая при этом, что возраст черепов не менее 500 лет. Коллекционирование поддельных артефактов доколумбовой эпохи развилось в конце 19 века до такой степени, что в 1886 году археолог из Смитсоновского института Уильям Генри Холмс написал для журнала Science статью под названием «Торговля поддельными мексиканскими древностями». Хотя музеи приобретали черепа и раньше, именно Эжен Бобан, торговец антиквариатом, открывший свой магазин в Париже в 1870 году, больше всего ассоциируется с музейными коллекциями хрустальных черепов XIX века. Большая часть коллекции Бобана, включая три хрустальных черепа, была продана этнографу Альфонсу Пинару, который передал коллекцию музею Трокадеро, который позже стал Музеем человека.

## Известные находки
Известны четыре черепа, выставленные в вашингтонском Национальном музее естественной истории Смитсоновского института, парижском Музее примитивного искусства и в лондонском Британском музее и в частной коллекции Фредерика Митчелла-Хеджеса. Также имеются упоминания о нахождении других аналогичных черепов в некоторых  частных коллекциях, но без доказательства или перечисления владельцев этих коллекций.
Три черепа из музеев изображают человеческий череп в натуральную величину и якобы добыты в 1889 году в джунглях Гватемалы антикваром Эженом Бобаном, состоявшим археологическим советником при мексиканском императоре Максимилиане. Четвёртый из черепов якобы был обнаружен в 1924 году Анной Митчелл-Хеджес, приёмной дочерью британского авантюриста и популярного писателя Фредерика Митчелла-Хеджеса (который впоследствии послужил одним из прототипов археолога-авантюриста Индианы Джонса), при раскопках в городе Лубаантун (Белиз) в день своего 17-летия. Сам Митчелл-Хеджес не упоминал об открытии в своих письмах о Лубаантуне. Другие, присутствовавшие во время раскопок, не упоминали ни об открытии черепа, ни о присутствии Анны на раскопках. Есть свидетельство того, что в действительности Митчелл-Хеджес приобрёл череп на аукционе Сотбис в Лондоне 15 октября 1943 года у лондонского арт-дилера Сидни Берни. В декабре 1943 года Мичелл-Хеджес сообщил о своей покупке черепа в письме к брату, прямо заявив, что он приобрел его у Берни.

## Исследования
Утверждается, что многие хрустальные черепа относятся к доколумбовой эпохе и обычно приписываются цивилизациям ацтеков или майя. В мезоамериканском искусстве есть многочисленные изображения черепов, но ни один из черепов в музейных коллекциях не является результатом документально подтвержденных раскопок. Исследования, проведённые на нескольких хрустальных черепах в Британском музее в 1967, 1996 и 2004 годах, показывают, что линии с углублениями, отмечающие зубы (поскольку у этих черепов не было отдельной челюстной кости, в отличие от черепа Митчелла-Хеджеса), были вырезаны с использованием ювелирного оборудования (вращающихся инструментов), разработанного в 19 веке, делая доколумбовое происхождение несостоятельным.
Впоследствии исследования двух черепов Бобана, проведённые учёными из Великобритании и США, установили, что они были изготовлены в XIX и XX веках, причём довольно грубым способом. Исследователи использовали ускоритель элементарных частиц и приёмник ультрафиолетового излучения. Свою работу международная группа исследователей опубликовала в пику только что вышедшему на экраны фильму «Индиана Джонс и Королевство хрустального черепа». Учёные обнаружили, что на поверхности «британского» образца черепа имеются следы от вращающегося круга с абразивом (корунд и алмаз), применявшегося в XIX веке. Болванка была отрезана инструментом современного типа и отшлифована вращающимся диском.
На «смитсоновском» образце обнаружены следы карборунда и современных абразивных материалов.
Исследования черепа, найденного Митчелл-Хеджесом, проведённые после смерти его дочери в 2007 году, также установили, что череп является современной подделкой.
Использованный для подделок кварц оказался родом не из Америки, а из Швейцарии или Германии. Тайну изготовления мог знать антиквар Эжен Бобан, который умер в 1908 году.

## В массовой культуре
Даже несмотря на доказанность фальшивки, многие загадки хрустальных черепов до сих пор продолжают интересовать и простых людей, и исследователей. Тема наделённых сверхъестественными свойствами хрустальных черепов время от времени всплывает в массовой культуре — например, в телесериалах «Звёздные врата: SG-1» (серия «Хрустальный череп») и «Veritas: В поисках истины» (3 эпизод), «Девять неизвестных», в фильме Саймона Уинсера «Фантом» (1996), в фильме Стивена Спилберга «Индиана Джонс и Королевство хрустального черепа» (2008) и в фильме Тодора Чапканова «Хрустальные черепа» (2014), в сериях книг и телесериале на их основе — «Тайный круг» (2011—2012), а также в аниме-сериале «Спригган» (2022).
Помимо кинематографа хрустальные черепа фигурируют в компьютерных играх, к примеру, в сериях «Корсары», «Нэнси Дрю», «Хроники Сандры Флеминг» и «Assassin’s Creed».
В 2007 году актёр Дэн Эйкройд и художник Джон Алекзандер основали компанию «Globefill Inc.», выпускающую водку «Хрустальная голова» в бутылках в виде черепа.